# Толстой, Иван Николаевич
Иван Никола́евич Толсто́й (1792/1793—1854) — сенатор и тайный советник из осташковской ветви рода Толстых, участник Отечественной войны. Младший брат Я. Н. Толстого.

## Биография
Родился 22 декабря 1792 (2 января 1793) года, предположительно в родовом имении Ельцы. 
Из камер-пажей 27 августа 1812 года был произведён в прапорщики лейб-гвардии Семёновского полка. Принимал участие при преследовании неприятеля до границ Российской империи и был награждён серебряной медалью в память Отечественной войны. В 1813 году принимал участие в военных действиях, при Ноллендорфе, пулей был ранен в ногу. За отличие 15 сентября 1813 года награждён орденом Святой Анны 4-й степени и прусским знаком отличия Железного креста; в том же году, 23 сентября был произведён в подпоручики; 13 января 1816 года произведён в поручики и 23 мая назначен полковым квартермейстером; с 9 апреля 1819 года — штабс-капитан; 25 декабря назначен адъютантом к генералу Коновницыну; 24 января 1821 года был переведён в Лейб-гвардии Преображенский полк с оставлением в должности, через месяц 26 февраля произведён в капитаны. 
С 3 марта 1823 года — адъютант герцога Александра Вюртембергского; 22 апреля произведён в полковники, с оставлением при герцоге при поручении. В мае того же 1823 года ему было поручено провести расследование дошедшего до главноуправляющего путями сообщении слуха о злоупотреблениях при спуске в столицу барок с сеном. Через год 27-го мая Иван был командирован в Новгород, для освидетельствования во всей подробности работ, производившихся по устройству Московского шоссе. Через год, 25 мая 1824 года, он снова командирован на место работ 5-го пехотного корпуса по устройству шоссе; 9 августа 1826 года И. Н. Толстой был зачислен по армии, а 13 января 1829 года уволен, от военной службы в размере полного жалования.
1 мая 1830 года произведён в действительные статские советники; ему Высочайше повелено находится за обер-прокурорским столом 2-го отделения 3-го департамента.
В 1831 году во время холеры в Петербурге он был помощником попечителя 1-й Адмиралтейской части. По его желанию, был назначен членом департамента уделов. За отличные труды и усердие по службе 1 марта 1833 года он был награждён орденом Святой Анны 2-й степени с императорской короной, 4 апреля 1834 года — орденом Святого Владимира 3-й степени, 2 апреля 1836 года — орденом Святого Станислава 2-й степени, 30 апреля 1840 года — орденом Святой Анны 1-й степени и, наконец, 15 апреля 1841 года был произведён в чин тайного советника оставлением в должности, в этом же году 22 августа за беспорочную службу награждён Знаком отличия.
6 июля 1842 года ему было повелено присутствовать 1-м отделении 3-го отделения департамента Правительствующего Сената, а 18 сентября ему было повелено произвести ревизию Восточной Сибири вместо сенатора Жемчужникова. 

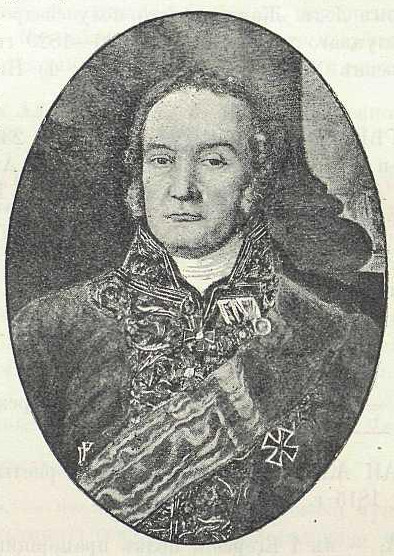

Вместе с тем, по особому Высочайшему соизволению, на него были возложены дельные поручения; именно, со стороны Министерства Императорского Двора поручено обревизовать Екатеринбургскую гранильную фабрику и Гирломитский мраморный завод и изыскать средства к улучшению Сибирских губерниях ясачного сбора. Кроме этого, со стороны военного министра ему было поручено обревизовать полевые виантские управления Западной и Восточной Сибири и представить предложение насчёт строительства пограничной линии Казачьего войска в Восточной Сибири.
Во время ревизии Восточной Сибири, Толстой, по особому высочайшему повелению, производил исследования относительно находившихся в Бийском уезде Сибири раскольников. Он же принял деятельное участие в приглашении лиц к благотворительному пожертвованию в пользу богоугодных заведении в Енисейской губернии, которые при обозрении им найдены в расстроенном положении, вследствие недостатка средств у приказов общественного признания; за полезные распоряжения, доставившие более 200 тысяч рублей ассигнациями пожертвований ему было объявлено Монаршее благоволение. В ознаменование Монаршего благоволения к трудам и за ревностное исполнение возложенных на него обязанностей по производству ревизии Восточной Сибири, Толстой был награждён орденом Белого Орла, и вместе с тем, за упомянутое усердие и труды, велено производить сверх получаемого жалования по три тысячи серебром в год. 
С 10 сентября 1846 года по 5 октября 1851 года И. Н. Толстой состоял членом Высочайше учреждённого Комитета для обсуждения предметов до частной золотопромышленности относящихся. 
Скончался 30 мая (11 июня) 1854 года. Был похоронен в Сергиевой пустыни.

## Награды
- Орден Святой Анны 4-й степени (1813)[2]
- Орден Святой Анны 2-й степени с императорской короной (31 марта 1833)[3]
- Орден Святого Владимира 3-й степени (4 апреля 1834)[2]
- Орден Святого Станислава 2-й степени (12 апреля 1836)
- Орден Святого Станислава 1-й степени (29 марта 1838)[2],[4]
- Орден Святой Анны 1-й степени (13 апреля 1840)[2],[5]
- Знак отличия беспорочной службы за XXV лет (1841)[2]
- Орден Белого орла (31 октября 1847)[2],[6]
- серебряная медаль «В память Отечественной войны 1812 года»

- Кульмский крест (1813, королевство Пруссия)[2]

## Семья
Был женат на княжне Елене Алексеевне Щербатовой (06.05.1808—05.04.1888, Осташков), в браке с ней родился сын Сергей (1838—1897).